# Матамата звичайна
Матамата звичайна (Chelus fimbriata) — представник роду матамата родини змієшиїх черепах.

## Опис
Загальна довжина досягає 40—45 см, вага — 15 кг. Статевий диморфізм помітний лише у хвості: самці мають довші та товстіші хвости за самиць. Голова трикутна, сплощена, на кінці морди присутній гострий «хоботок». Маленькі оченята зрушені вперед. Рот дуже широкий, його розріз доходить до вушних отворів. Шия довга, оздоблена низкою фестончатих шкірних клаптів, Такі ж шкірні вирости розташовані на горлі та підборідді. Панцир зазубрений по краях, гострі конусоподібні горби на кожному щитку карапакса утворюють три поздовжніх зубчатих кіля. Зверху карапакс нагадує шмат кори. Пластрон зредукований, звужений. Лапи мають перетинки. Кігті доволі гострі.
Забарвлення тіла одноколірне бурувате. Колір пластрона від кремового, до жовтого й коричневого.

## Спосіб життя
Полюбляє стоячі або слабкопроточні водойми із замуленим дном. харчується здебільшого рибою, ракоподібними, молюсками. Ловить здобич, втягуючи її разом з водою у раптово відкриту пащу. Їжу не пережовує, а заковтує цілком.
З жовтня по грудень самиця відкладає від 12 до 28 яєць. За сезон буває до 2 кладок. Інкубаційний період триває до 200 днів.

## Розповсюдження
Мешкає на півночі Південній Америці: у Венесуелі, Гаяні, Суринамі, Гвіані, Еквадорі, Перу, Болівії а також в північній і центральній частинах Бразилії.